# Klaasje Eisses-Timmerman
Klaasje Eisses-Timmerman (Wapse, 10 februari 1944 - Dwingeloo, 26 april 2001) was een Nederlands boerin en politica uit Drenthe. Ze was ook actief bij diverse vrouwenorganisaties.
Na het huishoud- en nijverheidsonderwijs in 1958 te hebben afgerond, ze ontwikkelde zich vooral door zelfstudie, werd ze actief in de landbouw. In 1978 werd ze adviserend bestuurslid van de Nederlandse Christelijke Boeren- en Tuindersbond (1978 - 1984) en sindsdien bekleedde ze diverse bestuursfuncties zoals vicevoorzitter van de Emancipatieraad (1982 - 1989), vicevoorzitter van de Nationale Commissie voorlichting en bewustwording Ontwikkelingssamenwerking (1989 - 1992) en plaatsvervangend kroonlid van de Sociaal-Economische Raad (1989 - 1992). Van 1992 tot 1994 was ze lid van de Tweede Kamer der Staten-Generaal namens het CDA en van 1995 tot 1998 lid van de Provinciale Staten van Drenthe (nadat ze in 1994 als nummer 52 op de CDA-lijst niet was herkozen).
Eisses-Timmerman was in Drenthe daarnaast actief in vele maatschappelijke functies. Ze was voorzitter van de Christelijke Plattelandsvrouwen (1994 - 1998) en had zitting in enkele besturen van (psychiatrisch) ziekenhuizen. Afkomstig uit de kring van de Christelijke plattelandsvrouwen, zette zij zich in voor een fusie van protestantse en katholieke plattelandsvrouwen in één organisatie. In 1998 werd zij wederom gekozen in de Tweede Kamer, waar ze lid van zou blijven tot haar dood op 57-jarige leeftijd in april 2001. Als Kamerlid hield zij zich vooral bezig met emancipatie, gehandicaptenbeleid en landbouw. Twee weken voor haar overlijden werd ze benoemd tot ridder in de Orde van Oranje-Nassau.
- Biografisch Portaal: 71699819
- International Standard Name Identifier: 0000 0003 8718 4043
- Nederlandse Thesaurus van Auteursnamen: 097120618
- Parlement.com: vg09llpiqfs8
- Virtual International Authority File: 280041146
- WorldCat: E39PBJfWXJWpPCrp6VWdq8bDbd